# Psychotria manaraeana
Psychotria manaraeana är en måreväxtart som beskrevs av Julian Alfred Steyermark. Psychotria manaraeana ingår i släktet Psychotria och familjen måreväxter. Inga underarter finns listade i Catalogue of Life.